# Figurador
O Figurador (Shaper of Worlds, no original) é um personagem fictício dos quadrinhos da Marvel Comics, criado por Archie Goodwin e Herb Trimpe na revista Incredible Hulk #155 (setembro de 1972), como um vilão do Hulk.

## Biografia ficcional
O Figurador começou sua existência há milhares de anos como um Cubo Cósmico, criado pelos cientistas Skrulls, em um planeta sem nome do Império Skrull, na Galáxia de  Andrômeda. Foi usado pelo Imperador Skrull para que seus súditos o vissem como um rei-deus. O Cubo posteriormente desenvolveu consciência e, influenciado pela personalidade  megalomaníaca do imperador, acabou por devastar uma porção significativa daquele Império, antes de alcançar a maturidade emocional. Nesse ponto ele passou a se chamar de Figurador e escolheu a forma conhecida dos dias atuais: um torso de um Skrull masculino sob um pedestal metálico, com um trator de esteira acoplado sob o mesmo, para aparentemente obter mobilidade.
Num micro-mundo extradimensional, o Figurador criou um "mundo" baseado nas imagens do criminoso ex-nazista Otto Kronsteig, no qual os nazistas dominavam os anos de 1940. O "mundo" foi destruído pela intervenção do Hulk.. Na Terra, o Figurador criou outro "mundo", baseado na cultura popular americana da década de 1950, da mente do ex-criminoso "Slugger" Johnson; esse "mundo" foi destruído pela intervenção do Quarteto Fantástico. O Figurador tomou Thomas Gideon como seu aprendiz antes de deixar a Terra.. O Figurador retornaria mais tarde, criando um "mundo paradisíaco" de paz para o Hulk em um planetóide sem nome, baseado nos sonhos encontrados na mente do Golias Verde. O Figurador se sentia culpado por ter atormentado o Hulk antes. O ser criou ilusões de amigos mortos do Hulk, Jarella e Crackajack Johnson. A paz foi interrompida com a invasão em busca de escravos dos guerreiros alienígenas "Homens-Sapo", antigos inimigos do Hulk.. Na sequência da história, os Homens-Sapo assassinam o amigo do Figurador, Glorian. Isso causa o fim das ilusões, provocando a ira do Hulk. Os invasores são derrotados e o Hulk rejeita a oferta do Figurador em recriar as ilusões, destruindo definitavemente o "mundo paradisíaco".
Glorian mais tarde se revela como o transformado Thomas Gideon e que na verdade não morreu no mundo paradisíaco. Em uma curta história, o Figurador, atendendo a um pedido de Glorian, cria um "mundo" baseado nos sonhos dos habitantes de uma pequena cidade, arruinada por uma intervenção acidental do Hulk.. O Figurador foi enviado pela Suprema Inteligência Kree para guiar a evolução do Cubo Cósmico da Terra no ser chamado de Kubik; nessa aventura ele encontra o Capitão América e Aquarian.
Com Kubik, o Figurador encontra o Quarteto Fantástico e o Doutor Destino no universo do  Beyonder. O Figurador conta ao Beyonder o que seria a verdadeira origem dele: Beyonder seria parte da mesma energia que criou o vilão Homem Molecular. Beyonder e o Homem Molecular se fundem e se transformam em Kosmos.. O Figurador, mais tarde e ao lado de Glorian, retorna para a Terra para ajudar o Hulk.. A visita acaba mal para Glorian, que tem de ser resgatado pelo Figurador juntamente com o Hulk dos domínios de Mefisto. 

## Poderes e Habilidades
O Figurador é uma combinação alienígena desconhecida de matéria-energia, potencialmente com capacidades incalculáveis e imensos poderes cósmicos. Ele possui a habilidade de restruturar partes da realidade e alterar a configuração molecular de pessoas e objetos. Ele se teletransporta para outras galáxias e dimensões. Possui percepção empática. A inteligência do Figurador é imensurável, mas lhe falta imaginação criadora. O Figurador então usa a mente de outros seres para "construir" seus mundos próprios.
O Figurador possui imenso poder, mas ele na verdade não cria novos mundos - após a destruição de grande parte do Império Skrull, ele deliberadamente limitou seus poderes. Agora, ele apenas rearranja as estruturas de um mundo existente, atendendo aos desejos de outros seres. Não possui seus próprios sonhos, o que seria sua "maldição". Glorian e Kubik são seus protegidos.

## Pesquisa
- Hulk: The Incredible Guide, Fantastic Four: The Ultimate Guide